# Grant Silcock
Grant Silcock (21 maggio 1975) è un ex tennista australiano.

## Carriera
In carriera ha vinto un titolo di doppio, l'Hong Kong Open nel 1999, in coppia con il neozelandese James Greenhalgh. Nei tornei del Grande Slam ha ottenuto il suo miglior risultato raggiungendo il secondo turno nel doppio agli Australian Open nel 1999, 2000, 2001 e 2002 e all'Open di Francia nel 2002.

## Statistiche

### Doppio

#### Vittorie (1)
| Numero | Anno           | Torneo                    | Superficie | Compagno         | Avversari in finale        | Punteggio |
| 1.     | 12 aprile 1999 | Hong Kong Open, Hong Kong | Cemento    | James Greenhalgh | Andre Agassi David Wheaton | abbandono |